# Leichtathletik-Halleneuropameisterschaften 2021/Teilnehmer (Nordmazedonien)
| Gelbes Symbol für Goldmedaillen mit stilisierten Olympischen Ringen | Graues Symbol für Silbermedaillen mit stilisierten Olympischen Ringen | Braundes Symbol für Bronzemedaillen mit stilisierten Olympischen Ringen |
| ------------------------------------------------------------------- | --------------------------------------------------------------------- | ----------------------------------------------------------------------- |
| —                                                                   | —                                                                     | —                                                                       |

Aus Nordmazedonien startete ein Athlet bei den Leichtathletik-Halleneuropameisterschaften 2021 in Toruń.

## Ergebnisse

### Männer

#### Laufdisziplinen
| Athlet         | Disziplin | Vorlauf | Vorlauf | Halbfinale         | Halbfinale         | Finale             | Finale             |
| Athlet         | Disziplin | Zeit    | Platz   | Zeit               | Platz              | Zeit               | Platz              |
| -------------- | --------- | ------- | ------- | ------------------ | ------------------ | ------------------ | ------------------ |
| Jovan Stojoski | 400 m     | 48,60 s | 48      | nicht qualifiziert | nicht qualifiziert | nicht qualifiziert | nicht qualifiziert |